# Luís de Sousa (arcebispo de Braga)
Luís de Sousa (maio de 1637 - 29 de abril de 1690) foi um prelado português, bispo de Lamego de 1670 a 1677 e arcebispo de Braga de 1677 até 1690.
Foi embaixador extraordinário de D. Pedro II em Roma em 1675.

## Biografia

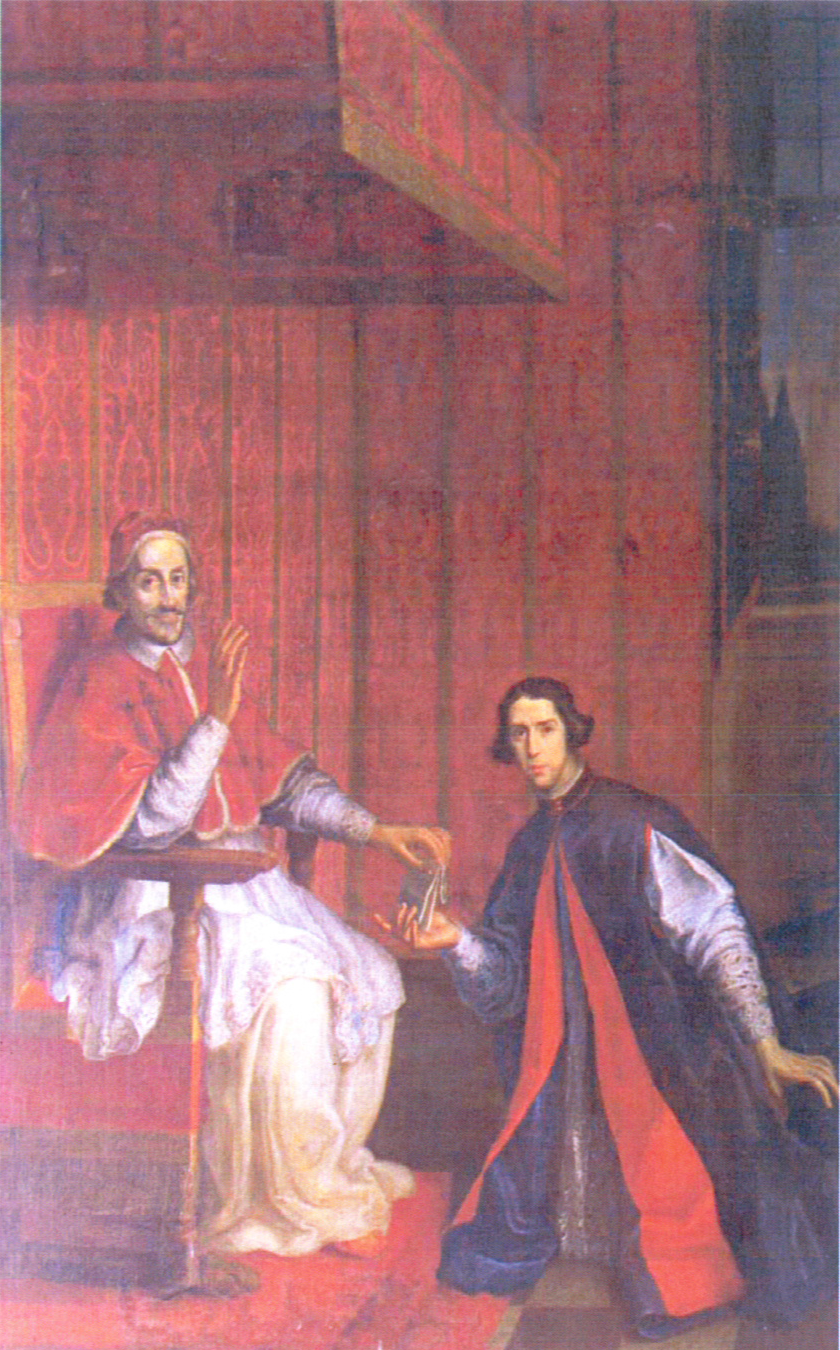
D. Luís de Sousa recebe um Breve Papal das mãos de Inocêncio XI.

Era filho de António de Sousa e de Leonor de Mello. Foi chantre da Sé de Coimbra e lente de prima de teologia na Universidade de Coimbra.
Foi nomeado bispo por Dom Pedro II em 15 de dezembro de 1670 e confirmado pelo Papa Inocêncio XI em 1671. Foi consagrado em 12 de julho de 1671, por Dom Luís de Sousa, bispo-titular de Hippo Diarrhytus, tendo como co-consagrantes Dom Gabriel de Almeida, O. Cist., bispo do Funchal e Dom Estêvão dos Santos Carneiro de Morais, C.R.S.A., bispo de São Salvador da Bahia.
Em 1675, foi enviado por Dom Pedro II para Roma, para se opôr às pretensões dos cristãos novos, nomeando-o em segredo arcebispo de Braga. Enquanto esteve em Roma, conseguiu as bulas e mandou tomar posse do arcebispado em 3 de junho de 1677. Porém, partiu de Roma apenas em 17 de junho de 1682, dando entrada na Sé bracarense em 3 de julho de 1683.
Os sete anos seguintes foram consumidos pelas enfermidades. Cultivou o mecenato artístico, entre outros méritos, pela reconstrução da Igreja da Paróquia de São Victor (Braga), cuja igreja reedificou à sua custa.  Várias outras obras foram iniciadas durante a sua carreira como Arcebispo da cidade de Braga, nomeadamente, a ampliação do Campo de S. Ana, a reconstrução da Igreja de S. Vicente, a requalificação da agora inexistente Capela de S. Ana, e a construção da Igreja dos Congregados que seria mais tarde monumentalizada para a versão atual da Basílica dos Congregados. Igualmente sobre os seus auspícios apoiou o cónego do Cabido de Braga, João Meira Carrilho, na construção da Capela da Congregação do Oratório que existia dentro do Campo de S. Ana.
Faleceu em 29 de abril de 1690 e seu corpo está sepultado na capela-mor da Sé.